# ソラン

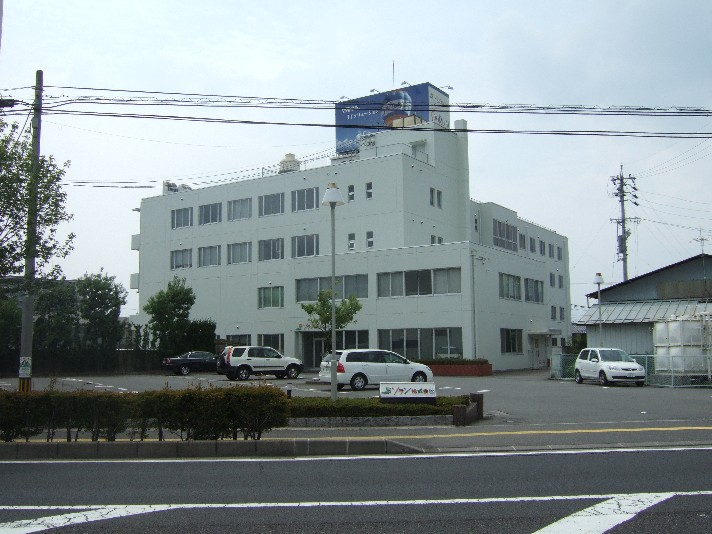
ソラン 信濃事業本部（松本）

ソラン株式会社（英: SORUN Corporation）は、かつて存在した東京都港区に本社を置いていたシステムインテグレーター（独立系）。2010年、ITホールディングス傘下に入り上場廃止となる。

## 概要
長野県を拠点に東京・大阪・名古屋に進出していた株式会社エム・ケー・シーと、東京を拠点に全国展開していた株式会社スタットが、1997年に合併して株式会社エムケーシー・スタットとなり、2001年に現在の社名となった。社名は「空＋RUN（走る）」が由来。
主要都市圏と長野県を除く地方支社を分社化する一方で、エムエス情報システム株式会社（旧:長銀情報システム株式会社）と合併して宇宙開発の分野に進出、更にインターネット・ビジネスのコンサルティングやWebサイト構築の先駆企業ネットイヤーグループと資本提携（現在関連会社）している。
金融・通信・製造（組み込み系）からERPパッケージ・アウトソーシング・宇宙開発などを幅広く手がけ、更に証券やセキュリティ・医療関係・Web開発に特化した子会社を揃え、ほぼ全ての産業を網羅する総合システムインテグレーターとしてグループを構築しているのが特徴。会社四季報（2007年1集）の特色で「顧客層広い。」と紹介されている。
統合した日本タイムシェアとの事業融合に注力し、上流コンサルティングから設計・開発、保守運用までをワンストップで提供するトータルサービスを得意とする。
2010年10月、ITホールディングスは、ホールディングス傘下のTISとソラン、ユーフィットの3社を2011年4月に合併して新会社とし、3社のうちTISの規模が最も大きいため新社名を「TIS」とすることを発表した。本社所在地も現TISの東京本社（東京都港区）を引き継ぐ。

## 主要事業所
- 本社 - 東京都港区三田三丁目11番24号
- 東海信濃事業本部
  - 松本 - 長野県松本市渚三丁目10番12号
  - 長野 - 長野県長野市栗田1000番地1 長栄長野東口ビル
  - 名古屋事業部 - 愛知県名古屋市中区錦三丁目10番33号 錦SISビル
  - 浜松事業部 - 静岡県浜松市西区 (現：中央区) 村櫛町4598番地 浜名湖国際頭脳センター
- 関西事業本部 - 大阪府大阪市中央区博労町四丁目2番15号 ヨドコウ第2ビル

## 沿革
- 1970年 - 株式会社松本計算センターを長野県松本市に設立。
- 1984年 - 株式会社エム・ケー・シーに社名変更。
- 1987年 - 株式を店頭公開。
- 1992年 - 東京証券取引所二部に上場。
- 1997年 - 株式会社スタット（1976年設立）と合併、株式会社エムケーシー・スタットに社名変更。
- 2000年 - 東京証券取引所一部へ指定替え。
- 2001年 - エムエス情報システム株式会社（旧:長銀情報システム株式会社、1976年設立、1999年子会社化）を吸収合併、現社名に変更。
- 2003年 - 東北支店と北陸支店を分社化。子会社とし、ソラン東北（株）・ソラン北陸（株）とする。
- 2005年 - 日本タイムシェア株式会社（1993年設立、1998年子会社化）を吸収合併。（社名は変更なし）
- 2009年 - ITホールディングス株式会社による発行済株式の公開買付を受け、同社の子会社となる。
- 2010年 - 上場廃止。
- 2011年4月 -TIS株式会社、株式会社ユーフィットと合併し解散。

株式会社エムケーシー・スタット時代は、現在の松本支店（長野県松本市渚3丁目）も本社とされ、東京と松本の両本社体制となっていた。

## 子会社・関連会社
- 地域子会社:ソラン北海道（株）、ソラン東北（株）、ソラン北陸（株）、ソラン西日本（株） - 主に旧スタット系
- ウェブオフィス（株） - アウトソーシング専業、ソランが資本の2/3を出資して設立。
- （株）ファーストマネージ - 証券関係が専門、2002年からソラングループとなる。
- ネットイヤーグループ（株） - 元電通系の米国子会社。Web開発・コンサルティングの先駆企業として知られ、2003年からソラングループとなる。
- メディカル・ソリューションズ（株） - 医療関連が専門、ソランが資本の9割を出資して設立。
- ソラン中国（株） - 旧ソラン北京（株）
- ソラン・ピュア（株） - 特例子会社
- 北京索浪計算機有限公司
- 天津索浪数字軟件技術有限公司
- ソラン・エステート株式会社 - 不動産が専門。
- トリビティー株式会社 - 実態はネットイヤーグループの子会社だが、資本の2/3をソランが出資。
- キャリアサービス株式会社
- （株）アクティブ・エイ・ワン - 1991年、エムケーシーの子会社として設立された人材派遣会社。1997年、エムケーシースタットから独立。ただし、現在でも本社がソラン松本支店の敷地内にある（資本関係は不明）。

## 外部認証
次の外部認証を取得している。
- ISO 9001（JSAQ1533）
- ISO 14001（JQA-EM4746）
- ISMS（JSAI023）
- プライバシーマーク
- SW-CMM レベル3

## 民間衛星打ち上げ
民間企業による日本初の人工衛星プロジェクトとして、2009年に種子島宇宙センターから打ち上げられたH-IIAロケットに、ソランが開発した30cm級小型衛星「かがやき」（旧SORUNSAT-1）が搭載されている。